# ولاية الرستاق
ولاية الرستاق؛ هي إحدى ولايات محافظة جنوب الباطنة في منطقة الباطنة في الجزء الشمالي من سلطنة عمان، وتتمثل بكونها تجمع لواحات النخيل (حوالي 175 قرية) تعتمد بالدرجة الأولى على نظام الأفلاج التقليدي لاستخراج المياه من باطن الأرض لتجري على السطح على شكل أنهار صغيرة وجداول تمتد لآلاف الأمتار، وتحصى أعدادها بالعشرات أو ربما المئات في الولاية. ومند القدم، الرستاق مركزا تجاري وإداري مهم للمنطقة المحيطة بها لما تمثله من موقع يتوسط طرق الربط بين عدة ولايات، وكذلك لمساحتها الكبيرة (~10,000 كم مربع) وعدد سكانها الكبير (أكثر من 90,000 نسمة بالإضافة لآلاف الوافدين) مقارنة ببقية الولايات المحيطة بها.

## جغرافياً
ولاية الرستاق تتوسط «جبال الحجر» العمانية، وتحد الجبال واجهة المدينة من جميع الاتجاهات عدا الجهة الشمالية، والتي تعد الجهة التي تنفتح المدينة منها على ولايات الساحل في منطقة الباطنة (منها ولاية المصنعة وولاية السويق) وهي الممر الحيوي الأكثر نشاطا وأهمية في الولاية، لاعتبارها أيضا رابطا يصل المدينة بالعاصمة العمانية مسقط، والتي لا تبعد سوى 160 كم عنه. كما أن الرستاق تتميز بوجود البيئة الصحراوية الصخرية والرملية في الجهة الشمالية-الشرقية.

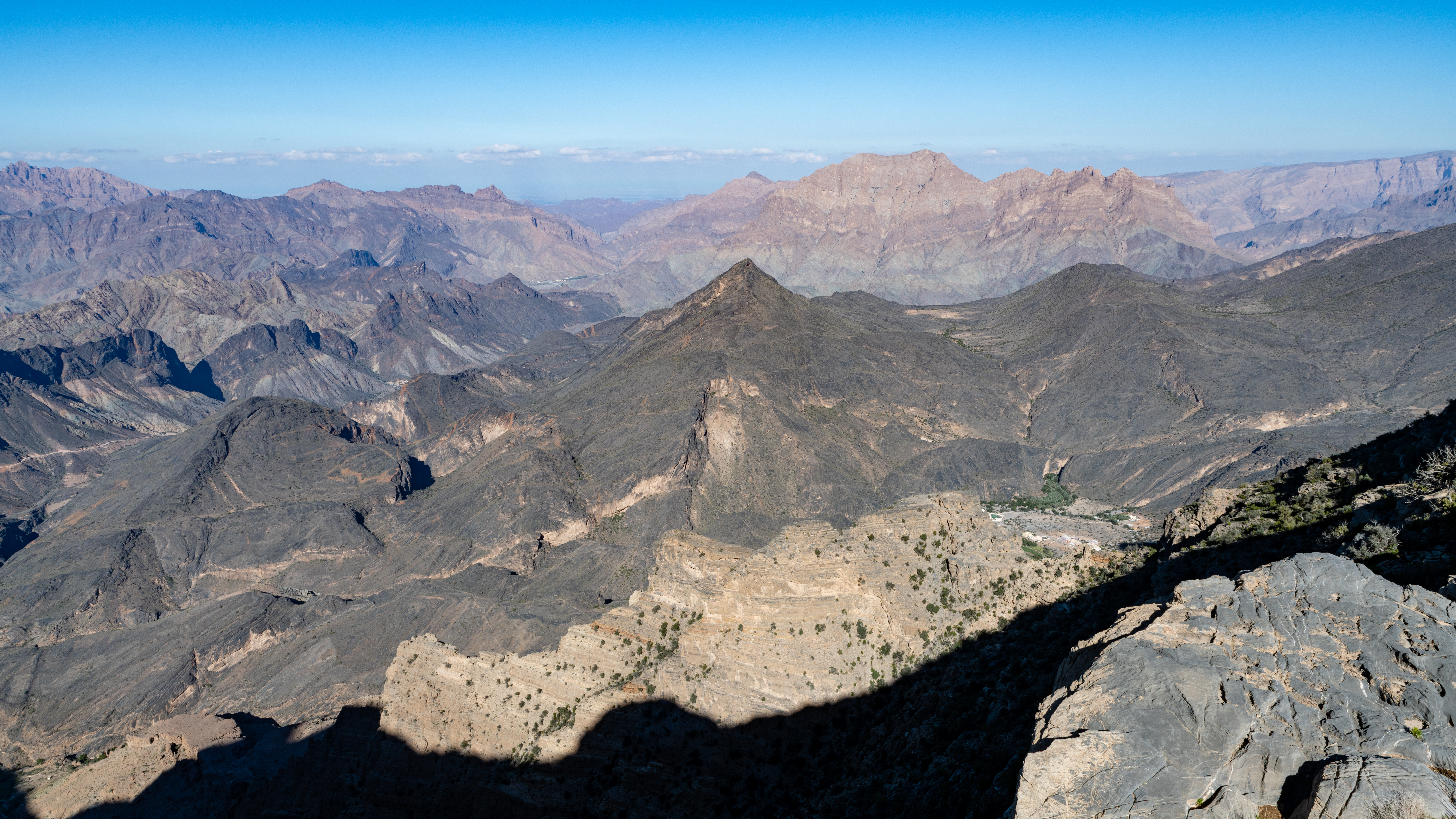
منظر لجبال الحجر, الرستاق عمان

## إدارياً

وادي بني هني، الرستاق عمان

يحكم الرستاق اليوم والٍ خاص بها وينوبه ممثلون في نيابات تابعة للولاية، منها نيابة الحوقين (شمالي الولاية) ونيابة وادي بني هنيّ (غربي الولاية)، كما يمثل الولاية مرشحان اثنان في مجلس الشورى العماني يتم ترشيحهما من قبل سكان الولاية في فترة انتخابات مجلس الشورى في الدولة. ويوجد بالولاية مراكز إدارية تمثل مختلف الوزارات الخدمية للدولة، منها المحكمة الابتدائية والمديرية العامة للتربية والتعليم والإدارة العامة للشرطة، وتخدم هذه المؤسسات الحكومية وغيرهن بقية الولايات المجاورة بجنوب منطقة الباطنة ومؤخراً اختيرت لتكون محافظة جنوب الباطنة.

## تجارياً
يتم التركيز حاليا في الولاية على افتتاح المجمعات التجارية الكبيرة لما تتميز به المدينة من عدد سكان ومقيمين متزايد، كما أن للولاية موقع تاريخي كبوابة تجارية للمناطق في عمان الداخل، ووجود سوقها التاريخي بجوار قلعة الرستاق الذي كانت لمئات السنين في الماضي مقرا لحكام وسلاطين عمان التاريخية ومنطلقا للثورات التي انطلقت لتحرير البلاد من المحتلين، ولا يزال السوق التاريخي نابض بالحياة التي يتنفسها من أبوابه الثمانية التي اكتسب منها اسمه (سوق أبو ثمانية)، وهي قيد الترميم في مشروع سيعيد له رونقه الأثري والتجاري.
وللولاية سوق كبير للأسماك والخضروات والفواكه يتوسط قلب المدينة، ويتميز بنشاطه اليومي المستمر، وأغلب المنتجات المعروضة فيه هي من إنتاج محلي، وتكثر فيه المحاصيل المنتجة في الولاية أو المناطق المحيطة، وجميعها تباع طازجة. وقد افتتح في الولاية عدة مراكز تجارية كبيرة.

## تاريخياً
كانت الرستاق عاصمة للدولة في عهد الإمام ناصر بن مرشد اليعربي، وفي عهد مؤسس الدولة البوسعيدية الإمام أحمد بن سعيد. ففي هذه المدينة – الرستاق – كانت بداية حكم دولة اليعاربة في عمان، حين تولى الإمام ناصر بن مرشد في عام 1624 م متخذاً منها عاصمة لحكمه.

## سياحياً

### عين الكسفة
عين الكسفةعبارة عن عيون لمياه طبيعية تصل درجة حرارتها 45 درجة مئوية ثابتة، تخرج منها المياه الساخنة في عدة جداول لسقاية البساتين، وتشتهر مياه عين الكسفة بكونها علاجاً طبيعياً لأمراض الروماتيزم نظراً لطبيعتها «الكبريتية». وكذلك علاجاً للأمراض الجلدية، وتقع على مسافة كيلومتر من وسط الولاية.

### عين «الحويت»
```
فهي تقع بوادي بني عوف وهي عبارة عن «نقع مائي» عرضه حوالي 60 سنتمتراً. 
```

### الأودية
كما تشتهر ولاية الرستاق بالعديد من الأودية من أهمها وادي السيابيين ووادي بني غافر، وادي بني عوف، وادي بني حرّاص، وادي بني هني، وادي السحتن وغيرها.

### قلعة الرستاق
قلعة الرستاق يعود بنائها إلى ما قبل الإسلام وحصن الحزم من أهم المعالم التاريخية في الولاية.

## معرض صور

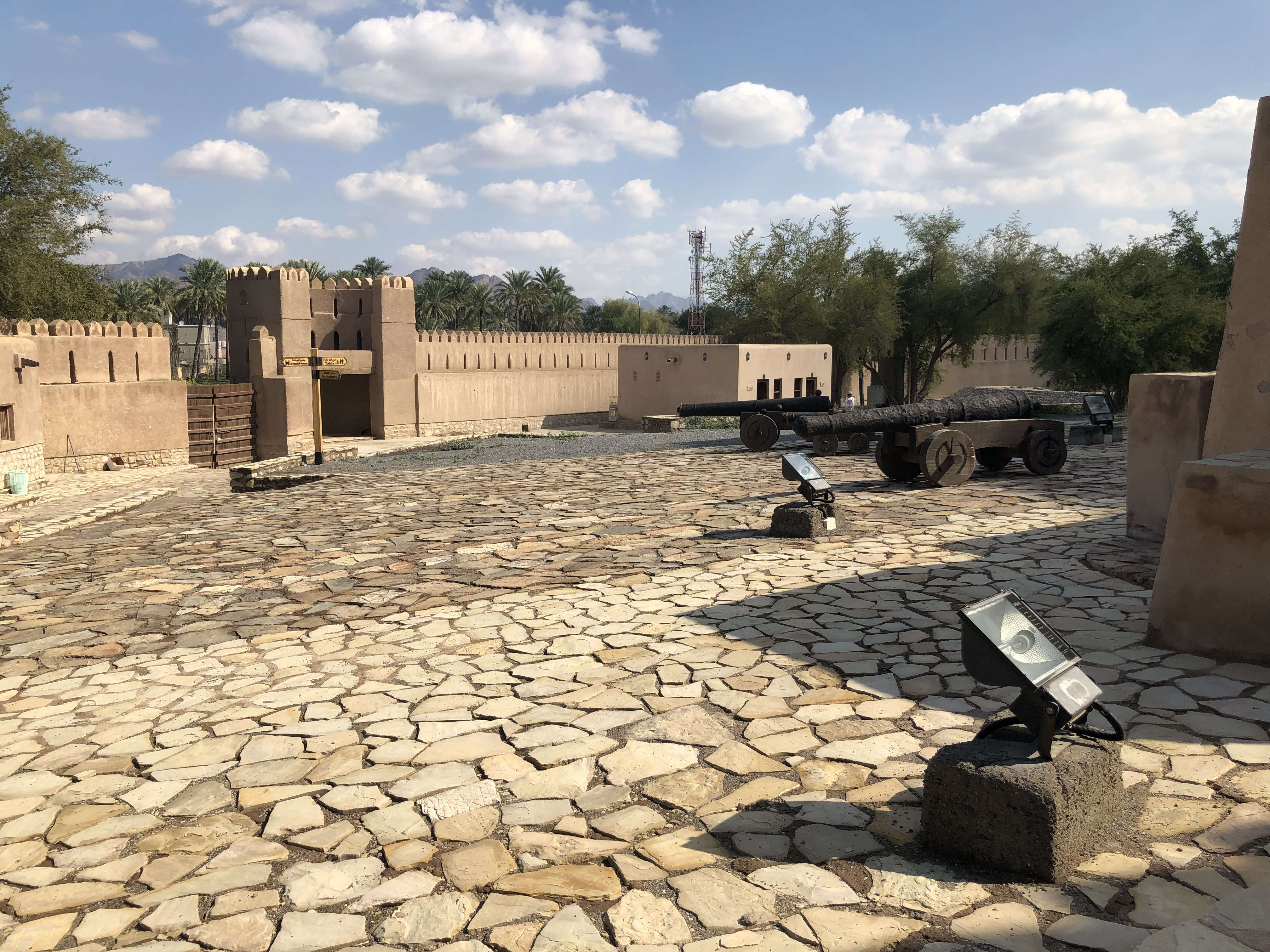
حصن الرستاق عمان
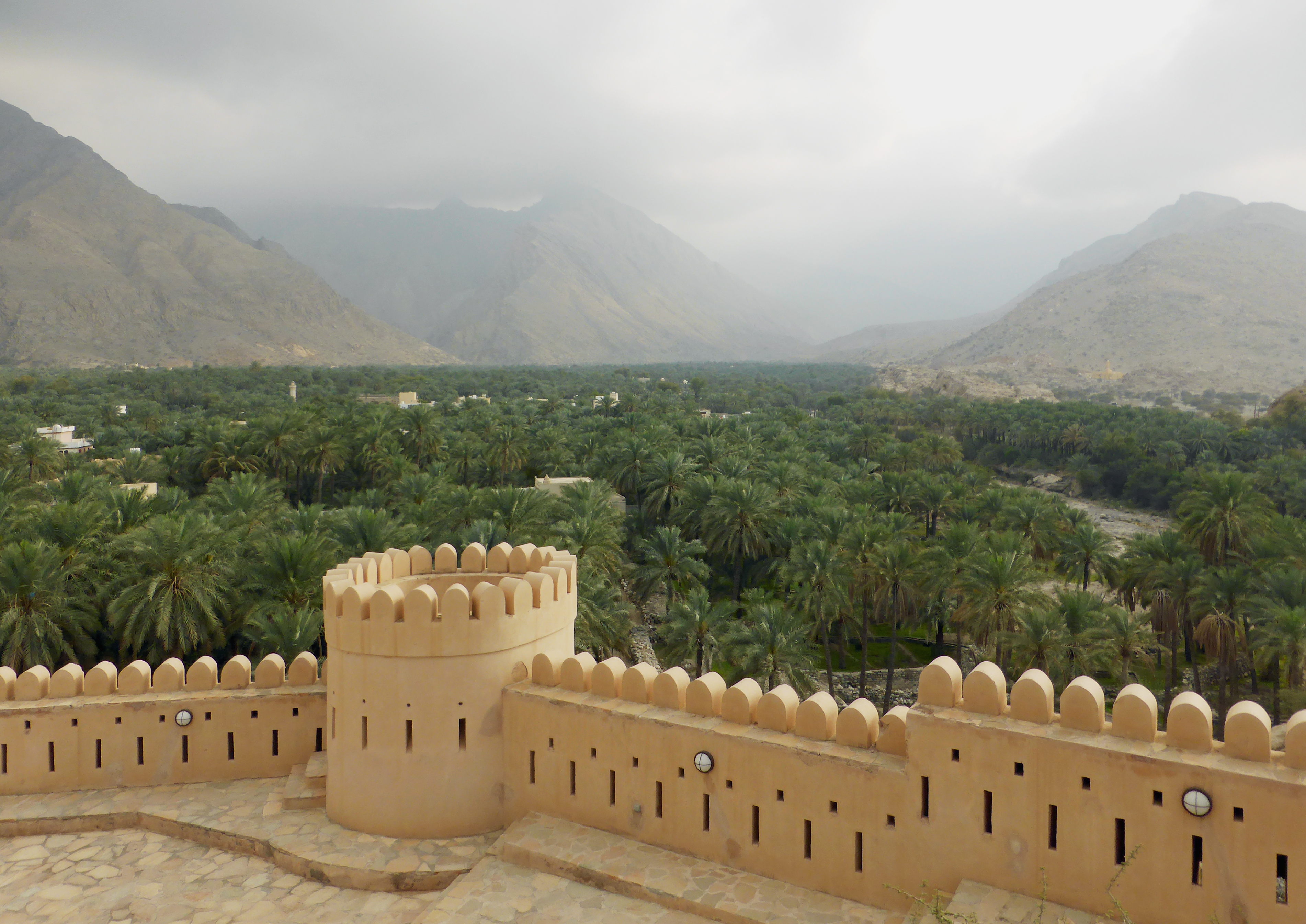
حصن الرستاق
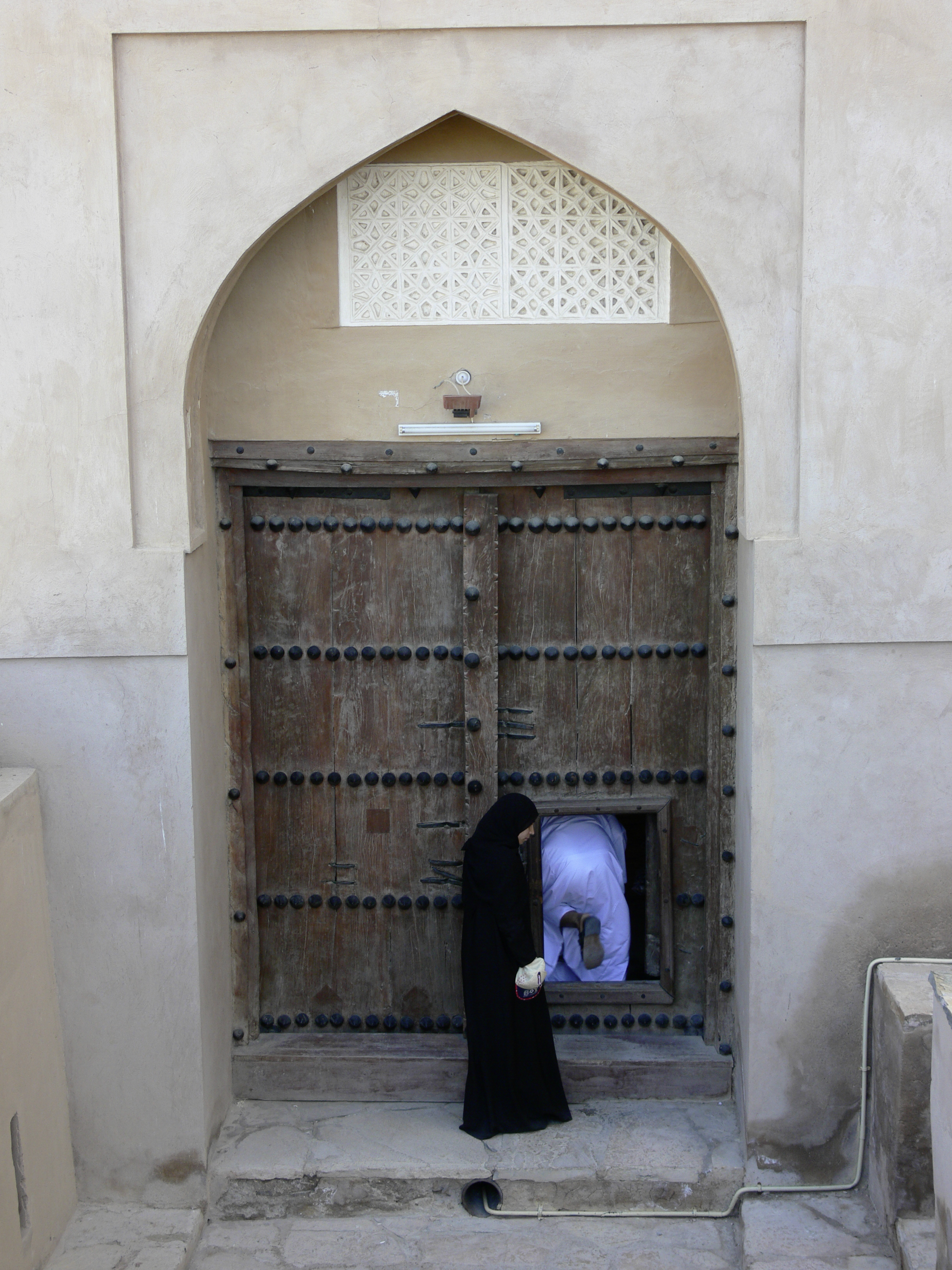
باب في ولاية الرستاق عمان
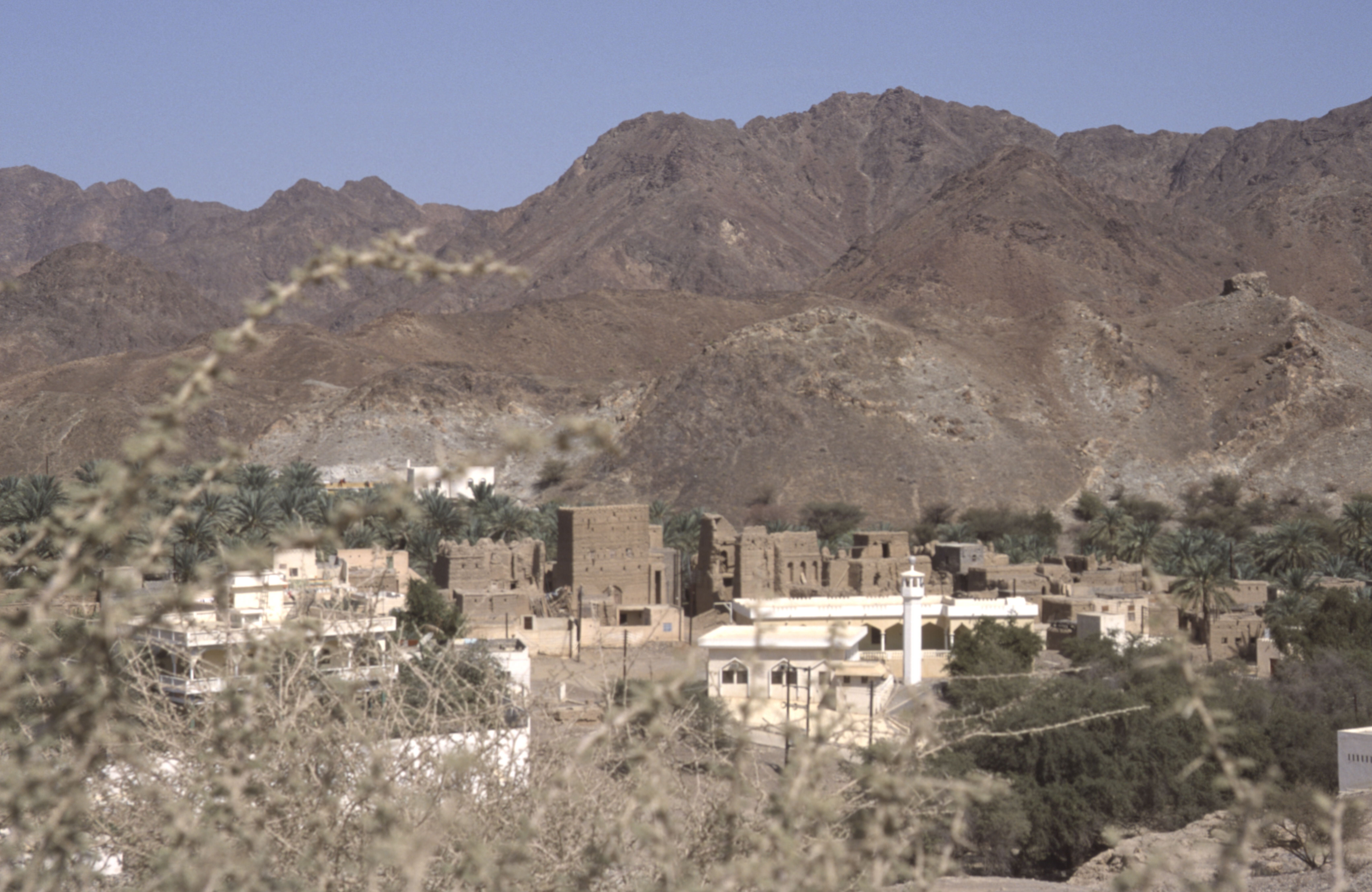
منظر من الرستاق